# Monte Cistella
Monte Leone – szczyt w Alpach Lepontyńskich, części Alp Zachodnich. Leży w północnych Włoszech, w regionie Piemont, blisko granicy ze Szwajcarią. Należy do podgrupy Alpy Monte Leone – Świętego Gotarda. Można go zdobyć ze schroniska Bivacco Giovanni Leoni (2803 m).